# 愛你在心口難開
《愛你在心口難開》，是鳳飛飛第五十二張個人專輯；1981年2月東尼機構發行。
專輯收錄了鳳飛飛演出電影《鳳凰淚》的主題曲與插曲。
《鳳凰淚》是鳳飛飛第四部電影，由鳳飛飛、王羽領銜主演。

## 專輯曲目
| 曲序 | 曲名           | 作詞   | 作曲                       | 編曲   | 長度 | 備註                                                             |
| 01   | 三部情曲       | 莊奴   | 古月                       | 陳志遠 |      | 電影〈鳳凰淚〉主題曲 費玉清翻唱；收錄於〈唱一遍一遍〉            |
| 02   | 愛你在心口難開 | 依風   | Paul Anka                  | 陳志遠 |      | 原唱：Kong Ling（江玲） 改編自Bobby Vee的歌曲More Than I Can Say |
| 03   | 早春           | 慎芝   | 田章中                     | 陳志遠 |      |                                                                  |
| 04   | 雨的旋律       | 葉綠   | John C Gummoe              | 陳志遠 |      | 原唱：姚莉 改編自The Cascades的歌曲Rhythm Of The Rain            |
| 05   | 交會的雲朵     | 慎芝   | 李華                       | 陳志遠 |      |                                                                  |
| 06   | 如果你是我     | 莊奴   | 古月                       | 陳志遠 |      |                                                                  |
| 07   | 歸鄉           | 慎芝   | 美國民謠                   | 陳志遠 |      |                                                                  |
| 08   | 溜溜的她       | 劉家昌 | 劉家昌                     | 林家慶 |      |                                                                  |
| 09   | 打開那扇門     | 劉家昌 | 劉家昌                     | 林家慶 |      | 海外版名稱：〈跳呀！打開那扇門〉                                 |
| 10   | 遠去的人       | 雲中雁 | Stan Lebowsky／Herb Newman | 陳志遠 |      | 又名：〈破碎的心〉 改編自Gogi Grant的歌曲The Wayward Wind        |
| 11   | 吹過來的愛     | 莊奴   | 古月                       | 陳志遠 |      | 電影〈鳳凰淚〉插曲                                               |
| 12   | 塵夢           | 莊奴   | 古月                       | 陳志遠 |      | 電影〈鳳凰淚〉插曲                                               |

## 專輯版本
- 黑膠唱片[3]
  - 1981年2月台灣東尼機構發行
  - 1981年3月新加坡、馬來西亞東尼機構發行[4]
- 卡帶
  - 1981年2月台灣東尼機構發行
  - 1981年3月新加坡、馬來西亞東尼機構發行
- 匣式帶
  - 1981年2月台灣東尼機構發行
  - 1981年3月新加坡、馬來西亞東尼機構發行
- CD
  - 2006年9月22日台灣環球音樂發行
  - 2006年新加坡東尼機構發行（HDCD）
  - 2015年馬來西亞/新加坡南方唱片發行
    - 新加坡版背面蓋有「新加坡版」小印章

## 外部連結
馮傑明. . NewspaperSG. 1981-03-16  [2024-10-26].